# Peder Hansson Bergman
Peder Hansson Bergman, född före 1593, död 1649 i Stora Kopparbergs församling i Falun, var en svensk ämbetsman.

## Biografi
Hansson Bergman uppger i sina rapporter till Bergskollegium  att han i sin ungdom tjänat vid hertig Karl Filips hov i Nyköping i fyra år och därefter varit soldat i  sex år. Han säger sig ha kommit till Stora Kopparberget 1624 eller 1625 och var från 1628 kronans bergsfogde i Kopparbergs län som då omfattade socknarna Kopparberg, Aspeboda, Torsång, Vika, Sundborn, Svärdsjö och Enviken. I sin roll som bergsfogde fick han rykte om sig att vara en sträng företrädare för kronan.  Han blev den förste att av Bergsamtet (senare kallat Bergskollegium) utses till bergmästare i Stora Kopparbergs bergslag 1637. Redan 1639 ansökte Peder Hansson Bergman om att bli entledigad från bergsmästartjänsten, troligen till följd av de många konflikter som uppstått mellan honom och bergsmännen vid Falu gruva. Han lämnade bergmästartjänsten 1641 och blev då i stället en Faluns fyra borgmästare. Han utsågs till ansvarig för byggandet av den nya kyrkan och andra byggnader i staden men anses inte ha lämnat några större bidrag till detta. Han var herredagsman 1642 och  utsågs till major i Bergsregementet i Falun 1644. 
Litet är känt om Peder Hansson Bergmans familj. En teori är att han är son till Hans, som var lakej hos hertig Karl Filip, och hans hustru som antas ha varit dotter till köpmannen Bertil Larsson i Gävle.